# Joseph Bringas
Joseph Bringas was een invloedrijke Byzantijnse hofeunuch uit de 10e eeuw.
Reeds onder keizer Constantijn Porphyrogenitus vervulde hij hoge functies aan het hof, maar het was vooral onder Romanus II dat hij het hoogtepunt van zijn macht bereikte. Hij werd voorzitter van de kroonraad en droeg de titel parakimómenos [d.i. letterlijk "die naast (de keizer) slaapt"].
Hij was een bekwame en intelligente man, volgens de geschiedschrijvers begiftigd met een oeverloze werklust, maar ook gierig, ambitieus en wreedaardig. Gedurende de regeringsperiode van Romanus II bleef hij de onbetwiste leider van de Byzantijnse staat, zoals Constantijn VII overigens in zijn laatste wilsbeschikking ook had gewenst. De meeste Byzantijnse kroniekschrijvers zijn echter niet mild in hun oordeel over hem, en hekelen zijn hebzucht, zijn afpersingen en zijn onverbiddelijkheid.
In 960 organiseerde hij de Kretenzische expeditie van generaal Nicephorus Phokas, die hij zelf had opgeleid als hoofd van het leger. Maar drie jaar later, nadat Phokas met de steun van keizerin-weduwe Theophano door zijn troepen tot keizer was uitgeroepen, werd Bringas diens felste opposant. Hij werd zelfs beschuldigd van poging tot moord op de nieuwe keizer. Overigens was dat niet helemaal ongegrond, want hij had tegen Phokas een staatsgreep beraamd, die enkel mislukte door de waakzaamheid van de keizer, die zich verzekerd wist van de steun van patriarch Polyeuctus en van de bevolking.
Toen Nicephorus Phokas op 3 juli 963 werd uitgeroepen tot keizer, weigerde Bringas zich gewonnen te geven en organiseerde een nieuwe poging tot staatsgreep vanuit Macedonië. Hij gijzelde ook Bardas Phokas, vader van Nicephorus, maar het volk kwam in verzet en bevrijdde de oude Phokas. Op 16 augustus hield Nicephorus II zijn plechtige intrede in de hoofdstad.
Joseph Bringas werd tot aan zijn dood verbannen naar Paflagonië.